# Bacillaceae
Bacillaceae è una famiglia di batteri appartenente all'ordine dei Bacillales. Essa comprende i seguenti generi: 
- Alkalibacillus
- Amphibacillus
- Anoxybacillus
- Bacillus
- Caldalkalibacillus
- Cerasibacillus
- Exiguobacterium
- Filobacillus
- Geobacillus
- Gracilibacillus
- Halobacillus
- Halolactibacillus
- Jeotgalibacillus
- Lentibacillus
- Marinibacillus
- Oceanobacillus
- Ornithinibacillus
- Paraliobacillus
- Paucisalibacillus
- Pontibacillus
- Saccharococcus
- Salinibacillus
- Tenuibacillus
- Thalassobacillus
- Ureibacillus
- Virgibacillus
- Vulcanibacillus